# 17 июня
17 июня — 168-й день года (169-й в високосные годы) по григорианскому календарю.
До конца года остаётся 197 дней.
До 15 октября 1582 года — 17 июня по юлианскому календарю, с 15 октября 1582 года — 17 июня по григорианскому календарю.
В XX и XXI веках соответствует 4 июня по юлианскому календарю.

## Праздники и памятные дни
См. также: Категория:Праздники 17 июня

### Международные
- ООН — Всемирный день борьбы с опустыниванием и засухой (1995)

### Национальные
- Исландия — День независимости (день провозглашения республики) (1944)
- Латвия — День оккупации Латвийской республики (1940)

### Религиозные
Православие:
- память мучеников Фронтасия, Северина, Севериана и Силана (I)[4]
- память священномученика Астия, епископа Диррахийского (II)
- память священномученика Конкордия Римлянина, пресвитера (ок. 175)[5]
- память святителя Митрофана, патриарха Константинопольского (ок. 326)[6]
- память преподобного Зосимы, епископа Вавилона Египетского (VI)[7]
- память преподобного Мефодия, игумена Пешношского (1392)
- память священномученика Петра Беляева, пресвитера (1918)
- память священномученика Георгия Богича, пресвитера (1941)
- память священномученика Иоанникия, митрополита Черногорско-Приморского (1945) (Сербская православная церковь)
- обретение мощей священномученика Петра (Зверева), архиепископа Воронежского (1999)

Католицизм
- память святого отшельника Авита Перигорского[8]

### Именины
- Католические: Лаура, Адольф.
- Православные: Александр, Афанасий, Валерий, Елеазар, Зосима, Кирилл, Леонтий, Мария, Марк, Марфа, Мефодий, Митрофан, Николай, Северин, Силан.

## События
См. также: Категория:События 17 июня

### До XIX века
- 1242 — после Парижского диспута на Гревской площади сожгли 24 воза изъятых копий Талмуда[9].
- 1579 — английский мореплаватель Фрэнсис Дрейк во время кругосветного плавания высадился в районе Сан-Франциско и объявил этот берег английским владением («Новый Альбион»).
- 1596 — члены экспедиции Виллема Баренца увидели Шпицберген (по другим данным, 19 августа)[10].
- 1696 — французский флот разбивает голландский в сражении у Доггер-банки.
- 1789 — во Франции депутаты третьего сословия Генеральных штатов, поддержанные низшими слоями духовенства и дворянства, провозгласили себя Национальным собранием. Последовавшая попытка разгона Национального собрания привела к народному восстанию 13—14 июля, взятию Бастилии и победе Французской революции.
- 1795 — британский адмирал Корнуоллис спасает свой флот от численно превосходящей французской эскадры.

### XIX век
- 1850 — на американском судне «Г. П. Гриффит»[англ.] возник пожар, в результате которого погибло до 289 человек[11].
- 1856 — в Филадельфии открылся первый съезд республиканской партии США.
- 1863 — Сражение при Элди.
- 1866 — началась Австро-прусская война.
- 1876 — министерство внутренних дел Российской империи запретило печатать учебные и научно-популярные книги на украинском языке.
- 1885 — в Нью-Йорк на борту французского парохода «Isere» прибыл дар французского народа Соединённым Штатам Америки — статуя Свободы.
- 1889 — в Санкт-Петербурге открыт памятник принцу П. Г. Ольденбургу перед главным фасадом Мариинской больницы. Был снесён в 1930 году. Восстановлен в 2023 году.

### XX век
- 1918 — Саксония предложила Литве создать единое государство.
- 1925 — в Женеве подписан Протокол о запрещении применения на войне ядовитых, удушливых и других подобных газов и биосредств.
- 1929 — под заголовком «Книга, о которой не пишут» в «Литературной газете» опубликована рецензия А. Тарасенкова на книгу «Двенадцать стульев» Ильи Ильфа и Евгения Петрова, которая за прошедший с момента издания год совершенно не была замечена критиками.
- 1930 — с конвейера Сталинградского тракторного завода сошёл первый трактор.
- 1934 — первый испытательный полёт крупнейшего в то время в мире самолёта АНТ-20 («Максим Горький»).
- 1939 — во Франции в последний раз произошла публичная казнь на гильотине (казнят серийного убийцу Эжена Вейдмана).
- 1940
  - У села Мещеры Горьковской области выпал дождь из серебряных монет XVI—XVII вв. (всего около тысячи штук).
  - В Латвию и Эстонию введены советские войска.
- 1941 — отдан приказ верховного главнокомандования вооружённых сил Германии начать осуществление плана «Барбаросса» с утра 22 июня.
- 1944 — в результате референдума расторгнута датско-исландская уния, Исландия провозглашена полностью независимой республикой.
- 1950 — чикагский хирург Ричард Лоулер (Richard Lawler) за 45 минут выполнил первую в мире операцию по пересадке почки человеку.
- 1953 — события 17 июня 1953 года в ГДР.
- 1955 — состоялся первый полёт пассажирского реактивного самолёта Ту-104.
- 1962 — финал чемпионата мира по футболу 1962: в Сантьяго сборная Бразилии обыграла сборную Чехословакии со счётом 3:1.
- 1967 — Китайская Народная Республика произвела успешное испытание своей первой водородной бомбы[12].
- 1969
  - На подмостках Бродвея прошла премьера мюзикла «О, Калькутта!» — первой постановки, в которой на сцене играли обнажённые актёры.
  - Матч за звание чемпиона мира по шахматам: в Москве Борис Спасский обыграл Тиграна Петросяна со счётом 12½ на 10½ и стал 10-м чемпионом мира.
- 1970
  - Эдвин Лэнд запатентовал камеру Polaroid.
  - Учёного-биолога и диссидента Жореса Медведева отпустили из калужской психиатрической больницы.
- 1972 — американская полиция провела арест пяти злоумышленников, которые устанавливали электронные подслушивающие устройства в штабе Демократической партии в гостиничном комплексе «Уотергейт» в Вашингтоне. Скандал, который разразился вслед за этим, положил конец политической карьере президента Ричарда Никсона.
- 1980 — Led Zeppelin начали трёхнедельное европейское турне. Как оказалось, это была прощальная гастроль группы, так как после смерти Джона Бонема в сентябре того же года коллектив прекратил своё существование.
- 1981 — в Москве начался суд над Виктором Браиловским, одним из ведущих еврейских активистов. Он обвинялся в изготовлении самиздатского журнала «Евреи в СССР» и подписании коллективных писем президенту США Картеру.
- 1982
  - Катастрофа Ту-134 под Североморском.
  - В выступлении на Генеральной Ассамблее ООН президент США Рональд Рейган назвал СССР «империей зла».
  - Первый полёт вертолёта Ка-50.
- 1985 — появилась кабельная телесеть Discovery.
- 1988 — Microsoft выпустила операционную систему «MS DOS 4.0».
- 1989 — катастрофа Ил-62 в Берлине. Погибли 22 человека.
- 1990 — в Киеве создан Союз «Чернобыль».
- 1991
  - В ЮАР отменён Закон о регистрации новорождённых по расовому признаку, что фактически означало упразднение апартеида в этой стране.
  - На закрытом заседании Верховного Совета СССР глава КГБ Крючков заявил о существовании в стране массы «агентов влияния» ЦРУ.
- 1992 — речь президента России Бориса Ельцина в Конгрессе США. «Ельцин объявил коммунизм поверженным, забыв уточнить, что в его собственной стране коммунисты ещё остались…» («Независимая газета», 20 июня).
- 2000 — В Москве открылось новое здание посольства Великобритании, в церемонии приняли участие британская принцесса Анна и министр иностранных дел Великобритании Робин Кук.

### XXI век
- 2015 — стрельба в Чарлстоне, 9 погибших.
- 2025 — ВС РФ провели массированный обстрел Украины ракетами и беспилотниками, в результате которого 30 человек погибло и ещё не менее 160 было ранено.

## Родились
См. также: Категория:Родившиеся 17 июня

### До XIX века
- 801 — Дрого (ум. 855), епископ Меца (823—855), внебрачный сын Карла Великого.
- 1239 — Эдуард I Длинноногий (ум. 1307), король Англии (1272—1307) из династии Плантагенетов.
- 1571 — Томас Ман (ум. 1641), английский экономист.
- 1603 — Джузеппе из Копертино (ум. 1663), итальянский монах-францисканец, мистик и святой.
- 1659 — Фаустино Бокки (ум. 1741), итальянский художник.
- 1691 — Джованни Паоло Паннини (ум. 1765), итальянский художник и зодчий.
- 1714 — Цезарь Франсуа Кассини (ум. 1784), французский астроном и геодезист.
- 1778 — Грегори Блэксланд (ум. 1853), английский и австралийский путешественник, коммерсант, фермер и винодел.
- 1800 — Уильям Парсонс, 3-й граф Росс (ум. 1867), британско-ирландский астроном и общественный деятель.

### XIX век
- 1808 — Генрик Арнольд Вергеланд (ум. 1845), норвежский писатель-публицист.
- 1811 — Йоун Сигурдссон (ум. 1879), исландский учёный, руководитель национально-освободительного движения.
- 1818 — Шарль Гуно (ум. 1893), французский композитор («Фауст» и др.), дирижёр, педагог, органист.
- 1856 — Франц Рубо (ум. 1928), российский художник, автор панорам «Оборона Севастополя», «Бородинская битва».
- 1864 — Алексей Шахматов (ум. 1920), языковед, филолог, исследователь русского летописания, академик Петербургской АН.
- 1867 — Генри Лоусон (ум. 1922), австралийский писатель и поэт.
- 1873 — Иван Самгин (ум. 1921), русский художник.
- 1874 — Степан Рябушинский (ум. 1942), предприниматель, банкир, меценат, сооснователь одного из первых в России автомобильного завода АМО.
- 1876 — Сергей Максимович (ум. 1941), русский советский учёный и изобретатель в области цветного кино и фотографии.
- 1882
  - Адольф Фридрих VI Мекленбургский (умер или убит в 1918), великий герцог Мекленбург-Стрелица (1914—1918).
  - Юрий Ларин (ум. 1932), российский революционер, советский хозяйственный деятель, экономист, литератор, журналист.
  - Игорь Стравинский (ум. 1971), русский композитор, дирижёр, пианист.
- 1888 — Хайнц Гудериан (ум. 1954), немецкий военачальник, генерал-инспектор бронетанковых войск, военный теоретик.
- 1896 — Александр Гальперин (ум. 1960), советский востоковед, доктор исторических наук, профессор.
- 1897 — Мария Изилда де Каштру Рибейру (известная как менина Изилдинья; ум. 1911), португальская девочка, почитаемая в Бразилии как святая.
- 1898
  - Гарри Пэтч (ум. 2009), британский долгожитель, один из последних ветеранов Первой мировой войны на момент смерти.
  - Морис Эшер (ум. 1972), голландский художник, автор гравюр.
- 1900 — Мартин Борман (ум. 1945), немецкий политик и государственный деятель, нацист, ближайший соратник Адольфа Гитлера.

### XX век
- 1903
  - Александр Бениаминов (ум. 1991), советский и американский актёр театра и кино, комик, народный артист РСФСР.
  - Михаил Светлов (наст. фамилия Шейнкман; ум. 1964), русский советский поэт, драматург, журналист.
- 1911 — Виктор Некрасов (ум. 1987), русский советский и французский писатель, диссидент, эмигрант.
- 1920 — Сэцуко Хара (ум. 2015), японская киноактриса.
- 1925 — Александр Шульгин (ум. 2014), американский химик-фармаколог, разработчик психоактивных веществ.
- 1926
  - Леонид (Лёня) Голиков (погиб в 1943), пионер-герой, участник войны, партизан, Герой Советского Союза (посмертно).
  - Николай Ерёменко-старший (ум. 2000), советский и белорусский актёр театра и кино, народный артист СССР.
- 1927
  - Гуго Манизер (ум. 2016), живописец, искусствовед, профессор, заслуженный деятель искусств РСФСР.
  - Лучо Фульчи (ум. 1996), итальянский кинорежиссёр и сценарист.
- 1929 — Тигран Петросян (ум. 1984), советский шахматист, международный гроссмейстер, 9-й чемпион мира.
- 1931 — Игнацы Гоголевский (ум. 2022), польский актёр, режиссёр театра и кино, сценарист.
- 1932 — Борис Рубашкин (ум. 2022), австрийский и русский оперный певец (баритон), исполнитель русских и цыганских песен и романсов.
- 1936 — Кен Лоуч, английский кинорежиссёр.
- 1939 — Кшиштоф Занусси, польский кинорежиссёр, директор и художественный руководитель киностудии TOR.
- 1942 — Мохаммед эль-Барадеи, египетский дипломат и общественный деятель, генеральный директор МАГАТЭ (1997—2009), лауреат Нобелевской премии мира (2005).
- 1943
  - Ньют Гингрич, американский политик, писатель, публицист, бизнесмен.
  - Барри Манилоу (наст. имя Барри Алан Пинкус), американский пианист, композитор и певец.
  - Пётр Меркурьев (ум. 2010), советский и российский киноактёр, музыковед, хормейстер, музыкальный журналист.
- 1944 — Жанна Бичевская, советская и российская певица, автор песен, народная артистка РСФСР.
- 1945
  - Эдди Меркс, бельгийский велогонщик, многократный победитель «Тур де Франс» и «Джиро д’Италия».
  - Игорь Яковенко, российский культуролог, философ, правозащитник.
- 1948 — Храбн Гюднлёйгссон, исландский кинорежиссёр и сценарист.
- 1956 — Сергей Мадуев (ум. 2000), один из самых известных советских преступников-налётчиков.
- 1961
  - Muslimgauze (наст. имя Брин Джонс; ум. 1999), британский электронный музыкант.
  - Дени Лаван, французский актёр кино, телевидения и театра.
- 1962 — Александра Захарова, советская и российская актриса, народная артистка РФ.
- 1963 — Грег Киннир, американский киноактёр и телеведущий.
- 1964 — Михаэль Гросс, немецкий пловец, трёхкратный олимпийский чемпион (1984, 1988), 6-кратный чемпион Европы.
- 1965 — Дэн Дженсен, американский конькобежец, олимпийский чемпион (1994).
- 1966 — Джейсон Патрик, американский актёр кино, телевидения и театра.
- 1967 — Зиньо (наст. имя Кризам Сезар Оливейра Фильо), бразильский футболист, чемпион мира (1994).
- 1968 — Максим Покровский, российский музыкант, певец, поэт, композитор, лидер группы «Ногу свело!».
- 1969 — Илья Цымбаларь (ум. 2013), советский, украинский и российский футболист.
- 1970 — Саша Сокол, мексиканская певица, актриса и телеведущая.
- 1971 — Паулина Рубио, мексиканская певица, киноактриса, модель.
- 1972 — Изток Чоп, словенский гребец, олимпийский чемпион (2000), 4-кратный чемпион мира.
- 1973 — Леандер Паес, индийский теннисист, многократный победитель турниров Большого шлема в парном разряде и миксте.
- 1975 — Хуан Карлос Валерон, испанский футболист.
- 1976 — Пётр Свидлер, российский шахматист, гроссмейстер.
- 1978 — Изабель Делобель, французская фигуристка (танцы на льду), чемпионка мира (2008) и Европы (2007).
- 1980 — Винус Уильямс, американская теннисистка, многократная победительница турниров Большого шлема, 4-кратная олимпийская чемпионка.
- 1982
  - Джоди Уиттакер, английская актриса, известна ролью Тринадцатого Доктора в телесериале «Доктор Кто».
  - Артур Дарвилл, английский актёр, известен ролью Рори Уильямса в телесериале «Доктор Кто».
  - Марек Сватош (ум. 2016), словацкий хоккеист.
- 1985 — Маркос Багдатис, кипрский теннисист, бывшая восьмая ракетка мира.
- 1986 — Мари Авгеропулос, канадская актриса греческого происхождения.
- 1988 — Стефани Райс, австралийская пловчиха, трёхкратная олимпийская чемпионка (2008).
- 1989 — Керальт Кастельет, испанская сноубордистка, серебряный призёр Олимпийских игр (2022).
- 1993 — Никита Кучеров, российский хоккеист, игрок НХЛ, двукратный обладатель Кубка Стэнли.
- 1995 — Клеман Лангле, французский футболист.
- 1999 — Елена Рыбакина, казахстанская и российская теннисистка.

## Скончались
См. также: Категория:Умершие 17 июня

### До XIX века
- 362 — казнены Мануил, Савел и Исмаил, христианские мученики.
- 676 — Адеодат II, 77-й папа римский (672—676);
- 1080 — Харальд III (р. ок. 1040), король Дании (1076—1080).
- 1696 — Ян Собеский (р. 1629), польский полководец, король Польши и великий князь литовский (1674—1696).
- 1707 — Антонио Веррио (р. 1639), итальянский живописец барокко.
- 1719 — Джозеф Аддисон (р. 1672), английский писатель, публицист, просветитель, политический деятель, зачинатель английской журналистики.
- 1724 — Бенедетто Лути (р. 1666), итальянский художник эпохи барокко.
- 1771 — граф Алексей Разумовский (р. 1709), генерал-фельдмаршал, фаворит и тайный супруг российской императрицы Елизаветы Петровны.
- 1795 — Пьер-Амабль де Субрани[фр.] (р. 1752), французский государственный и политический деятель, один из последних «якобинцев».

### XIX век
- 1846 — Михаил Лобанов (р. 1787), русский поэт и переводчик, академик.
- 1854 — Генриетта Зонтаг, графиня Росси (р. 1806), немецкая оперная певица (колоратурное сопрано).
- 1881 — Джеймс Старли (р. 1830), английский изобретатель велосипедов, основатель велосипедной индустрии.
- 1882 — граф Владимир Соллогуб (р. 1813), русский прозаик, драматург, поэт, мемуарист.
- 1898 — Эдвард Бёрн-Джонс (р. 1833), английский живописец и иллюстратор.

### XX век
- 1904 — Николай Бобриков (р. 1839), русский военный и государственный деятель, генерал-губернатор Финляндии (1898—1904).
- 1906 — Гарри Нельсон Пильсбери (р. 1872), американский шахматист, шахматный теоретик.
- 1925 — Юхан Август Бринелль (р. 1849), шведский инженер, металлург.
- 1927 — Василий Канин (р. 1862), русский адмирал, командующий Балтийским флотом (1915—1916).
- 1940 — Артур Гарден (р. 1865), английский биохимик, лауреат Нобелевской премии (1929).
- 1952 — Джон «Джек» Уайтсайд Парсонс (р. 1914), американский инженер-ракетостроитель, химик и оккультист-телемит.
- 1953 — Моисей Тоидзе (р. 1871), грузинский советский живописец, педагог, народный художник СССР.
- 1959 — Абдул Муис (р. 1886), индонезийский писатель, журналист и переводчик..
- 1965 — Алехандро Касона (наст. имя Алехандро Родригес Альварес; р. 1903), испанский поэт и драматург.
- 1968
  - Алексей Кручёных (р. 1886), поэт, художник, теоретик русского футуризма.
  - Хосе Насасси (р. 1901), уругвайский футболист, двукратный олимпийский чемпион, чемпион мира.
- 1971 — Паруйр Севак (р. 1924), армянский поэт.
- 1975 — Владимир Рапопорт (р. 1907), советский кинооператор и режиссёр.
- 1980 — Георгий Орвид (р. 1904), трубач, профессор Московской консерватории, народный артист РСФСР.
- 1984
  - Сигизмунд Кац (р. 1908), советский композитор-песенник, народный артист РСФСР.
  - Клавдия Шульженко (р. 1906), эстрадная певица, актриса, народная артистка СССР.
- 1985 — Кирилл Москаленко (р. 1902), советский военачальник, дважды Герой Советского Союза, Маршал Советского Союза.
- 1989 — покончил с собой Андрей Прокофьев (р. 1959), советский легкоатлет-спринтер, олимпийский чемпион (1980).
- 1990 — Александр Лейманис (р. 1913), латвийский советский кинорежиссёр.
- 1994
  - Борис Александров (р. 1905), композитор, хормейстер, военный дирижёр, народный артист СССР.
  - Юрий Нагибин (р. 1920), русский советский писатель, журналист, сценарист, автор мемуаров.
- 1996 — Томас Сэмюэл Кун (р. 1922), американский историк и философ науки.
- 1999 — Бэзил Хьюм (р. 1923), архиепископ Вестминстерский (1976—1999).

### XXI век
- 2001 — Дональд Крам (р. 1919), американский биохимик, лауреат Нобелевской премии по химии (1987).
- 2004 — Яцек Куронь (р. 1934), польский политик и государственный деятель.
- 2005 — Татьяна Яблонская (р. 1917), украинская художница, народный художник СССР, Герой Украины.
- 2006
  - Давид Кугультинов (р. 1922), калмыцкий советский поэт и журналист, военный корреспондент.
  - Михаил Лапшин (р. 1934), российский политик, основатель Аграрной партии России, депутат Госдумы.
  - Джулиан Слейд[англ.] (р. 1930), английский композитор, пианист, либреттист.
- 2007 — Джанфранко Ферре (р. 1944), итальянский кутюрье.
- 2008 — Сид Чарисс (наст. имя Тула Эллис Финкли; р. 1922), американская балерина, актриса театра и кино.
- 2010
  - Виктор Берёзкин (р. 1934), российский историк театра, искусствовед.
  - Эльжбета Чижевская (р. 1938), польская актриса театра и кино.
- 2014 
  - Александр Кавалеров (р. 1951), советский и российский актёр театра и кино.
  - Игорь Корнелюк (р. 1977), российский журналист и специальный корреспондент ВГТРК.
  - Антон Волошин (р. 1987), российский журналист ВГТРК и звукорежиссёр.
- 2015
  - Сулейман Демирель (р. 1924), турецкий политик, президент Турции (1993—2000).
  - Улдис Жагата (р. 1928), латвийский артист балета, балетмейстер, хореограф, педагог, народный артист СССР.
- 2022
  - Жан-Луи Трентиньян (р. 1930), французский актёр.
  - Саша Скул (р. 1989), российский хип-хоп-исполнитель.
- 2025
  - Альфред Брендель (р. 1931), австрийский пианист, гражданин Великобритании.
  - Бернар Лякомб (р. 1952), французский футболист, нападающий и тренер, чемпион Европы (1984). Второй бомбардир в истории чемпионатов Франции (255 мячей).

## Приметы
Митрофан
- Начала краснеть земляника — пора сеять гречиху[13].
- Девок рядит в сарафан. День тем силён, что вытягивает лён.